# Tégu rouge
Salvator rufescens
Espèce
Synonymes
- Teius rufescens Günther, 1871
- Tupinambis rufescens (Günther, 1871)

Statut de conservation UICN

 LC  : Préoccupation mineure
Statut CITES
Salvator rufescens, le Tégu rouge est une espèce de sauriens de la famille des Teiidae.

## Répartition
Cette espèce se rencontre dans les forêts tropicales :
- en Argentine dans les provinces du Chaco, de La Rioja, de San Juan, de Mendoza, de Córdoba, de San Luis et de La Pampa ;
- au Paraguay ;
- en Bolivie dans les départements de Santa Cruz, de Beni et de Tarija ;
- au Brésil dans l'État du Paraná.

## Publication originale
- Günther, 1871 : Description of a new species of Tejus (Tejus rufescens) from Mendoza. Proceedings of the Zoological Society of London, vol. 1871, p. 541-543 (texte intégral).